# Stiria de Mijloc

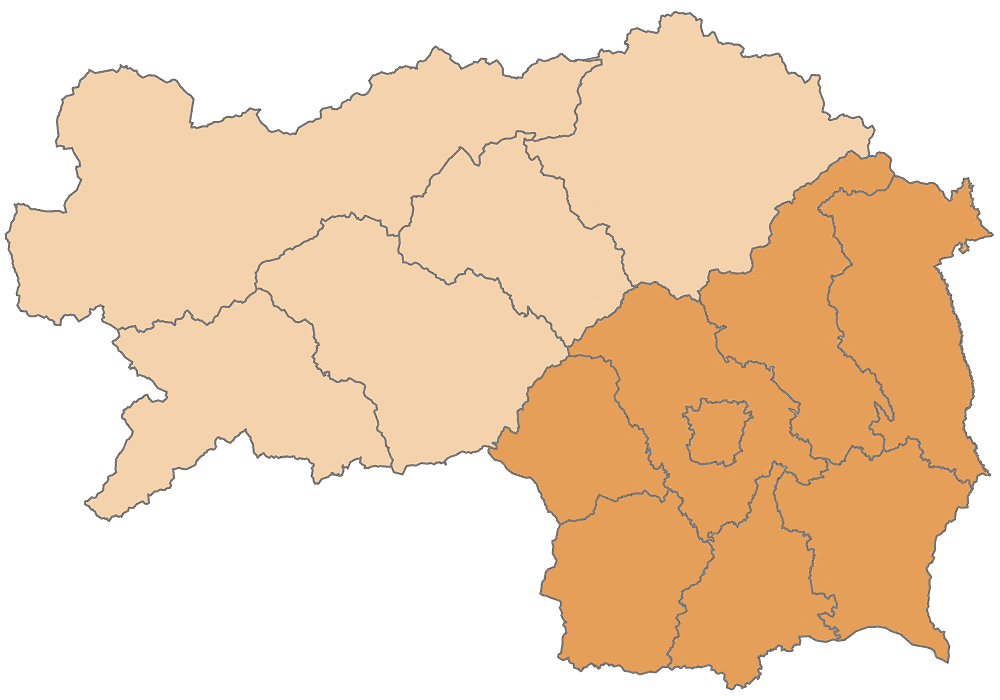
Stiria de Mijloc: împățirea administrativă de astăzi

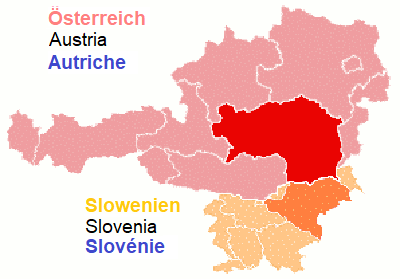
Vechiul ducat Stiria împățit astăzi între Austria și Slovenia

Stiria de Mijloc (în germană Mittelsteiermark, astăzi numită și Ost- und Weststeiermark sau Ost-, West- und Südsteiermark, în slovenă Srednja Štajerska) este partea de mijloc, majoritar deluroasă, a vechiului Ducat al Stiriei. Stiria de Mijloc corespunde părții sudice a landului federal austriac Stiria din zilele noastre. 